# 梁靧
梁靧，生於民國72年。哲普作家、影評人。自稱道家主義愛好者，長年致力於道家思想推廣，撰寫過多篇道家如何於現代社會實踐的專文。曾於2008年任第三屆中國國民黨青年團總團長、中國國民黨中常委，於2014年公開宣布退出國民黨，此後便常以道家思想批判執政當局與時事。
出生於台南、在台北長大，據說其名字典出《禮記‧玉藻》「沐稷而靧梁」一語，象徵著君子雖夜必興，衣冠而坐。
畢業於中國文化大學哲學系、國立政治大學哲學研究所。研究所時期表現出對道家思想的興趣，論文題目為《以一入道：老子「一」的詮釋進路》，是一本形上學研究，在學界傳統對於《老子》中「一」的七種詮釋之外，提出第八種新說，認為《老子》的「一」是兼具有、無兩種性質的「忽恍」，從而可排除掉「道」具備有、無兩種性質的傳統解釋，使「道」變為絕對的空無。
2006年加入國民黨青年團、2008年當選第三屆國民黨青年團總團長、國民黨中常委，由於當時青年團改制為學青參與，梁靧以25歲的年紀，成為國民黨創黨百年以來，史上最年輕的中常委，也是第一個20歲世代的中常委。後於2010年於國民黨停權、2014年公開宣布退出國民黨，此後便常以道家思想批判執政當局或用以解讀時事。
在影評上，他曾以榮格的道家心理學去解讀諾蘭的《蝙蝠俠》三部曲；又曾以老子中的一、二、三、萬物去解讀王家衛電影《一代宗師》，特殊的解讀方式，曾遭受到褒貶不一的解讀爭議。
在政治與時事上，他曾以老子哲學解釋現今索馬利亞海盜的國際問題；也曾以莊子哲學鼓吹一個在左右派之爭以外的第三路徑；也曾在馬王政爭時，以莊子的引用爭議批判前總統馬英九；支持同婚運動，也曾批判前法務部長邱太三在反同婚觀點上對《易經》的誤讀。由於他在政治與時事上的批判態度，常超出一般人對於國民黨人士的想像。